# Trainsport
 (août 2009).
Si vous disposez d'ouvrages ou d'articles de référence ou si vous connaissez des sites web de qualité traitant du thème abordé ici, merci de compléter l'article en donnant les références utiles à sa vérifiabilité et en les liant à la section « Notes et références ».
Trainsport SA est une entreprise ferroviaire privée, fondée en avril 2003, intéressée par les marchés libéralisés de Belgique et d’Europe.

## Historique
Après, l’obtention de la licence européenne en décembre 2003, débute le long processus d’obtention du certificat de sécurité, lequel est compliqué par des directives européennes transposées d’une manière différente dans chaque pays membre de l’Union européenne[réf. nécessaire]. Exemple : la législation belge, incomplète, constitue un obstacle au processus[réf. nécessaire].
Trainsport SA se structure en formant[réf. nécessaire] et en enrôlant du personnel qualifié, en achetant des locomotives de haute qualité[réf. nécessaire], et en procédant à la planification logistique du trafic futur.
Depuis février 2006, Trainsport SA coopère étroitement avec Rurtalbahn GmbH[réf. nécessaire], cette collaboration est formalisée par l’achat d’actions de Trainsport par Rurtalbah GmbH.

## Lignes exploitées
En décembre 2006, Trainsport obtient du SPF Mobilité et Transports son certificat de sécurité, un contrat d’exploitation du rail est signé avec Infrabel, le gestionnaire du réseau ferroviaire belge.
Trainsport exploite et planifie le trafic ferroviaire sur les liaisons suivantes :
- Aix-la-Chapelle (A) – Anvers (B) – Aix-la-Chapelle (A)
- Aix-la-Chapelle (A) – Zeebruges (B) – Aix-la-Chapelle (A)
- Aix-la-Chapelle (A) – Genk (B) – Aix-la-Chapelle (A)
- Aix-la-Chapelle (A) – Charleroi (B) – Aix-la-Chapelle (A)